# Normaloland
Normaloland ist eine deutsche Miniserie des ZDF, die erstmals 2022 ausgestrahlt wurde. In der ZDFmediathek war die erste Staffel seit dem 25. Februar 2022 verfügbar, im Fernsehprogramm des Senders wurde sie erstmals am 28. Februar 2022 ausgestrahlt. Die Erstausstrahlung erfolgte in einer Version, die alle Staffelepisoden am Stück ausstrahlte. Die Serie war 2023 für den Grimme-Preis nominiert.

## Handlung
In Neustadt an der Bolz leben unterschiedliche Menschen, die in kurzen Episoden dargestellt werden. Da gibt es beispielsweise einen Bürgeraktivisten, der mit seiner Bewegung versucht, die Neustädter Neustadt von der Neustädter Altstadt zu trennen. Da gibt es den Tierarzt, der nach den COVID-19-Impfungen mit seiner angepriesenen Chipentfernung Geld machen möchte. Es gibt einen Apachenstammführer, der im Wald lebt und gern einen eingetragenen Verein gründen möchte, sowie einen Kunstpreisförderer, der in der Waffenindustrie zu Geld gekommen ist. Psychotherapeutin Ines versucht für ihre Praxis und ihre Patienten gerade einen Nachfolger zu finden.

## Produktionsnotizen
Die Serie wurde vom 8. Juni 2021 bis zum 22. Juni 2021 in Bayern gedreht. In den Folgen kommen nur wenige Schauspieler vor, die in jeder Episode neue Rollen haben. Der Ort Neustadt an der Bolz, in dem Normaloland spielt, ist ein fiktiver Ort.
Da es mehr als 20 Orte mit dem Namen Neustadt in Deutschland gibt und unterschiedliche Dialekte in den Folgen vorkommen, könnte sich der Ort überall befinden.

## Folgenübersicht
| Folge  | Name            | Erstausstrahlung |
| ------ | --------------- | ---------------- |
| S01F01 | Der Retter      | 28. Februar 2022 |
| S01F02 | Der Stamm       | 28. Februar 2022 |
| S01F03 | Die Bewegung    | 28. Februar 2022 |
| S01F04 | Die Jury        | 28. Februar 2022 |
| S01F05 | Die Deformation | 28. Februar 2022 |

In der 76-minütigen Fernsehausstrahlung ist die Reihenfolge der einzelnen Folgen nicht entsprechend der Nummerierung geordnet, sondern hat folgende Reihung: Die Bewegung, Die Jury, Der Retter, Der Stamm und Die Deformation.

## Kritiken
Elena Witzeck stellt in der Frankfurter Allgemeinen Zeitung fest, dass in Neustadt alle verrückt seien. Dies würde dem Titel entsprechend als Normalität verkauft. Die dargestellten Figuren hätten in ihrer „Schwachköpfigkeit“ etwas sehr Menschliches, was dem Zuschauer zur Identifikation dienen könne.  Matthias Thönnissen imitiere in den Folgen Reality-TV-Shows, in denen die Beteiligten zu Wort kämen und mit nachdenklichem Blick in die Kamera selbst kommentierten. Schade findet Witzeck, dass die Episoden ziemlich überraschungsfrei endeten. Allerdings erzeuge „[d]ie moralische Glut wiederum, mit der Sätze wie „Leute haben für alles eine Antwort – die sind nicht zu retten“ oder „Wir Neustädter sind Bürger zweiter Klasse“ vorgetragen werden […] bei aller Berufung auf die Kraft der Satire eine irritierende Nachdenklichkeit.“
Jan Freitag schreibt im Tagesspiegel, dass der fiktive Ort Neustadt an der Bolz in dieser Serie bundesbürgerlichen Durchschnitt repräsentiere, „eine Art fiktionales Haßloch fürs Fernsehen, das Marktforscher jahrzehntelang zum Testfeld des hiesigen Mittelmaßes erklärt hatten.“ Das Dargestellte wirke authentisch, aber so außergewöhnlich, dass der Titel eigentlich „Anormaloland“ lauten müsste. Die Protagonisten würden in ihren Rollen als komische Kauze aber nicht lächerlich gemacht werden, „sondern bloß die Verhältnisse, in denen sie um Anteilnahme kämpfen.“